# Nyhedsministeriet (radioprogram)
 Ikke at forveksle med Nyhedsministeriet (tv-program).
Nyhedsministeriet var navnet på et nyheds- og aktualitetsprogram,  på den tidligere TV 2 Radio. 
Radioprogrammet blev sendt mandag – torsdag med bl.a. nyhedsindslag, debatter, radioklummer og rapporter fra udenlandsdanskere fra det meste af verden. Senere blev Thomas Qvortrup vært, og han  fortsætter med et nyt nyheds- og aktualitetsprogram på TV 2 Radios efterfølger, Nova FM.
Nyhedsministeriet vandt prisen som Årets nyheds-/aktualitetsprogram eller -indslag ved Radio Prix 2007 i september.